# Văn phòng Tổng chưởng lý (Anh)
Văn phòng Tổng chưởng lý (AGO) là Bộ Chính phủ hỗ trợ cho Tổng chưởng lý và Tổng Biện lý Sự vụ (Văn phòng Pháp luật). Đôi khi nó được gọi là Ban Thư ký Pháp lý cho Văn phòng Pháp luật.
Tổng chưởng lý hiện nay là Suella Braverman MP, Tổng Biện lý sự vụ hiện nay là Michael Ellis QC MP.

## Tổ chức
AGO là một trong những cơ quan chính phủ nhỏ nhất của Anh, với khoảng 40 nhân viên. Đây là một trong những "Văn phòng Bộ Pháp luật" (the Law Officers’ Departments) cùng với Cơ quan Truy tố Ngôi vua (Crown Prosecution Service, CPS) và Cơ quan Thanh tra Truy tố Ngôi vua Bệ hạ (HM Crown Prosecution Service Inspectorate, HMCPSI), Văn phòng Gian lận Nghiêm trọng (Serious Fraud Office, SFO) và Ban Pháp chế Chính phủ (Government Legal Department). Biện lý sự vụ Ngân khố đóng vai trò Viên chức Kế toán cho AGO.
AGO cung cấp tư vấn và hỗ trợ pháp lý Văn phòng Pháp luật, những người cung cấp tư vấn pháp lý cho chính phủ và làm việc với Bộ Tư pháp và Bộ Nội vụ để xây dựng chính sách tư pháp hình sự.

## Lãnh đạo
Lãnh đạo như sau:
| Lãnh đạo            | Chức vụ                                 | Nhiệm vụ |
| ------------------- | --------------------------------------- | --- |
| Suella Braverman MP | Tổng chưởng lý Tổng Công tố Bắc Ireland | Cố vấn trưởng pháp lý cho Ngôi vua, giám sát viên của Văn phòng Pháp chế, đề cập đến các bản án khoan hồng quá mức cho Tòa án phúc thẩm |
| Michael Ellis QC MP | Tổng Biện lý Sự vụ                      | Đại diện thay Tổng chưởng lý và chịu trách nhiệm về các vấn đề như Tổng chưởng lý; cung cấp hỗ trợ cho Tổng chưởng lý giám sát của Ban Pháp chế chính phủ, Cơ quan Truy tố Ngôi vua, Cơ quan Thanh tra Truy tố Ngôi vua Bệ hạ, Văn phòng Gian lận Nghiêm trọng; cung cấp hỗ trợ cho Tổng chưởng lý về tranh tụng dân sự và tư vấn về các vấn đề pháp luật dân sự và về chức năng lợi ích công cộng. |